# Сітекі (аеродром)
Аеродро́м «Сітекі» (англ. Airport Siteki) — аеродром Свазіленду, розташований поряд з містечком Сітекі.